# بارگذاری (مجموعه تلویزیونی)
بارگذاری (انگلیسی: Upload) یک مجموعه تلویزیونی علمی–تخیلی و طنز آمریکایی به کارگردانی گرگ دنیلز است. این مجموعه تلویزیونی در ۱ مه ۲۰۲۰ توسط پرایم ویدئو منتشر شد. از بازیگران آن می‌توان به رابی امل، کریس ویلیامز، بارکلی هوپ، جسیکا توک، اندی الو، کوین بیگلی و زینب جانسون اشاره کرد.

## داستان
در سال ۲۰۳۳، انسان ها می توانند بعد از مرگ خود را در یک محیط مجازی "بارگذاری" کنند. نیتن که یک برنامه نویس است، در اثر تصادف می میرد و در برنامه بسیار گران لیک ویو بارگذاری می شود. اما خیلی زود می فهمد که کاملاً تحت کنترل دوست دختر زنده اش، اینگرید، قرار دارد. او سعی می کند با خوبی ها و بدی های آن بهشت دیجیتال کنار بیاید و با اپراتور خدمات مشتریان خود به نام نورا پیوندی برقرار می کند. نورا تحت فشار کارش است، پدرش به زودی می میرد و نمی‌خواهد بارگذاری شود و در کنار این مسائل، کم کم حسی نسبت به نیتن پیدا می کند. در گذر اتفاقاتی، او به این نتیجه می رسد که تصادف نیتن عمدی بوده و عده ای می خواسته اند او را بکشند.

## قسمت ها

### فصل اول(2020)
| شم. | عنوان                                   | کارگردان          | نویسنده               | تاریخ پخش اصلی |
| --- | --------------------------------------- | ----------------- | --------------------- | -------------- |
| ۱   | «به آپلود خوش آمدید»                    | گرگ دنیلز         | گرگ دنیلز             | ۱ مه ۲۰۲۰      |
| ۲   | «پنج ستاره»                             | گرگ دنیلز         | گرگ دنیلز             | ۱ مه ۲۰۲۰      |
| ۳   | «مراسم ختم»                             | جاناتان وان تولکن | مری گالینو            | ۱ مه ۲۰۲۰      |
| ۴   | «لباس خوشتیپ»                           | جاناتان وان تولکن | آسیا لشی بولاک        | ۱ مه ۲۰۲۰      |
| ۵   | «بازار خاکستری»                         | کیسیا انینگ       | مایک لورنس            | ۱ مه ۲۰۲۰      |
| ۶   | «شب را اینجا بمان»                      | کیسیا انینگ       | شپرد بوشه             | ۱ مه ۲۰۲۰      |
| ۷   | «پدرت را سرکار بیاور»                   | دیوید راجرز       | اون دنیلز             | ۱ مه ۲۰۲۰      |
| ۸   | «خرید دیگر زندگی های پس از مرگ دیجیتال» | جفری بلیتس        | الکس شرمن و الیسا لین | ۱ مه ۲۰۲۰      |
| ۹   | «بارگذاری ایو»                          | دینا رید          | گرگ دنیلز             | ۱ مه ۲۰۲۰      |
| ۱۰  | «فراتر از آن»                           | دینا رید          | گرگ دنیلز             | ۱ مه ۲۰۲۰      |

### فصل دوم:(2022)
| شم. | عنوان                   | کارگردان          | نویسنده              | تاریخ پخش اصلی |
| --- | ----------------------- | ----------------- | -------------------- | -------------- |
| ۱   | «خوش آمدید، آقای براون» | دی ریس            | ایزی کادیش           | ۱۱ مارس ۲۰۲۲   |
| ۲   | «مهمانی شام»            | جفری بلیتز        | لورن هاوسمن          | ۱۱ مارس ۲۰۲۲   |
| ۳   | «رابین هود»             | جفری بلیتز        | ماکسول تئودور ویویان | ۱۱ مارس ۲۰۲۲   |
| ۴   | «روز خانواده»           | آتینا راشل سانگری | آنا سمویابا          | ۱۱ مارس ۲۰۲۲   |
| ۵   | «Mind Frisk»            | آتینا راشل سانگری | مگان نورینگر         | ۱۱ مارس ۲۰۲۲   |
| ۶   | «خروج»                  | جفری بلیتز        | یایل گرین            | ۱۱ مارس ۲۰۲۲   |
| ۷   | «دانلود»                | جفری بلیتز        | اوون دنیلز           | ۱۱ مارس ۲۰۲۲   |

### فصل سوم(2023)
| شم. | عنوان              | کارگردان    | نویسنده              | تاریخ پخش اصلی |
| --- | ------------------ | ----------- | -------------------- | -------------- |
| ۱   | «تیک تاک ساعت»     | جفری بلیتز  | گرگ دنیلز            | ۲۰ اکتبر ۲۰۲۳  |
| ۲   | «توت فرنگی»        | جفری بلیتز  | آلیسون براون         | ۲۰ اکتبر ۲۰۲۳  |
| ۳   | «روز تخفیف سایبری» | تام مارشال  | مگان نورینگر         | ۲۷ اکتبر ۲۰۲۳  |
| ۴   | «دکتر دانلود»      | تام مارشال  | فرهان ارشد           | ۲۷ اکتبر ۲۰۲۳  |
| ۵   | «ماموریت نجات»     | دیوید راجرز | استفانی جانسون       | ۳ نوامبر ۲۰۲۳  |
| ۶   | «ترقه های حافظه»   | آلبرتو بلی  | اوون دنیلز           | ۳ نوامبر ۲۰۲۳  |
| ۷   | «روز آپلود»        | سارا بوید   | اون دنیلز            | ۱۰ نوامبر ۲۰۲۳ |
| ۸   | «گوشت و خون»       | سارا بوید   | ماکسول تئودور ویویان | ۱۰ نوامبر ۲۰۲۳ |

## بازخورد
این سریال در راتن تومیتوز بل ۳۴نقد، نرخ پذیرش ۸۱درصد را با نمره میانگین ۶٫۷۵ از ۱۰ به دست آورد. نظر اکثر افراد در این وبسایت این است که "اگرچه گاهی یکنواخت می شود ولی داستان خنده دار و بازیگران جذاب، باعث شده ارزشش را داشته باشد." در متاکریتیک، این فصل بر اساس ۱۹ نقد از ۱۰۰ نمره ۶۶ را گرفت و اکثراً آن را فصل خوبی دانستند. 